# 格林伯格 (紐約州)
格林伯格（英語：Greenburgh）是一個位於美國紐約州西徹斯特縣的鎮。

## 人口
根據2020年美國人口普查的數據，格林伯格的面積為93.54平方千米，當中陸地面積為78.50平方千米，而水域面積為15.03平方千米。當地共有人口95397人，而人口密度為每平方千米1,020人。